# Charles Joseph Lemaire
Charles Joseph Lemaire (Bertry, 16 gennaio 1900 – Hong Kong, 22 aprile 1995) è stato un vescovo cattolico e missionario francese.

## Biografia
Charles Joseph Lemaire nacque il 16 gennaio 1900 a Bertry, figlio del proprietario di una piccola fabbrica tessile locale.

### Formazione e ministero sacerdotale
Dopo gli studi primari a Bertry, frequentò il seminario minore prima a Cambrai dal 1912 al 1914 prima di lasciare gli studi per iniziare a lavorare con il padre. Terminata la prima guerra mondiale, riprese gli studi presso il seminario minore a Saint-Saulve dal 1919 al 1920 poi passò al seminario maggiore di Cambrai fino al 1925 quando entrò nel seminario delle missioni estere. Fu in seguito inviato a Roma per completare gli studi, ottenendo il baccalaureato in diritto canonico e il dottorato in teologia.
Fu ordinato presbitero il 21 settembre 1929 a Parigi dall'arcivescovo Jean de Guébriant. L'anno successivo fu inviato in missione in Cina.
Giunto a destinazione, iniziò subito a studiare la lingua cinese e nel 1932 fu nominato parroco della cattedrale del Sacro Cuore, incarico che mantenne fino al 1936. Durante questo periodo, provò ad incoraggiare le vocazioni femminili e allo scopo fondò la Congregazione della Sacra Famiglia di Jilin, arrivando a contare 73 suore già nel 1938. Nel 1937 fu nominato rettore del seminario maggiore di Jilin fino al 1939.

### Ministero episcopale
Con la fondazione dello stato fantoccio del Manciukuò a seguito della conquista giapponese della Manciuria, la regione fu sconvolta da una grave crisi politica e sociale. Le politiche governative del Manciukuò, totalmente sottomesse alle direttive giapponesi, provocarono numerosi problemi alla popolazione cinese locale e ancora peggio furono le conseguenze per la parte di popolazione di fede cattolica.
In tale situazione, la Santa Sede decise di optare per un approccio diplomatico e neutrale. Al vescovo vicario della Manciuria, monsignor Auguste Gaspais, vennero quindi affidate, in via non ufficiale, speciali deleghe per le relazioni diplomatiche. Tuttavia, conscio della delicatezza della missione affidatagli, egli chiese alla Santa Sede l'assegnazione di un vescovo coadiutore.
L'11 luglio 1939 papa Pio XII nominò monsignor Lemaire Vicario apostolico coadiutore di Kirin assegnandogli la sede titolare di Otro. Ricevette l'ordinazione episcopale il 15 novembre 1939 per imposizione delle mani del vescovo Auguste Gaspais.
Per sei anni affiancò il monsignor Gaspais, svolgendo tutto il suo operato durante gli anni della seconda guerra mondiale, uno dei periodi peggiori per la storia della Cina, in quanto il territorio della Manciuria fu il teatro dello scontro tra potenze. Durante questo periodo il governo pastorale del vicariato venne assunto de facto dal vescovo Lemaire, svolgendo le visite pastorali, presenziando a tutte le funzioni religiose e dirigendo il lavoro missionario sul territorio del vicariato. Quando infine l'Unione Sovietica invase la Manciuria venne posta la fine al dominio nipponico nella regione che venne riannessa alla Cina.
Rassegnò le proprie dimissioni da vescovo coadiutore il 16 novembre 1945 e venendo nominato lo stesso giorno superiore generale della Società per le missioni estere di Parigi. Mantenne questo incarico per 15 anni, supervisionando con cura il lavoro missionario e preparando i regolamenti necessari da applicare nelle missioni e in particolare dovette gestire l'espulsione dei missionari stranieri dalla Cina dopo la presa di potere di Mao Zedong.
Fu padre conciliare durante il Concilio Vaticano II partecipando a tutte le quattro sessioni.
Il 7 agosto 1960 rassegnò le proprie dimissioni da superiore generale delle missioni estere venendo nominato superiore del sanatorio Béthanie a Hong Kong fino al 1975 quando la struttura venne chiusa.
Visse gli ultimi anni di vita ritirandosi in preghiera, morendo a Hong Kong il 22 aprile 1995 all'età di 95 anni.
Nell'ottobre del 2008 gli venne dedicata una targa commemorativa durante una mostra sulle attività missionarie nel mondo, riconoscendo il valore spirituale del vescovo Lemaire nel diffondere la conoscenza del vangelo senza l'imposizione di un'occidentalizzazione delle culture locali.

## Genealogia episcopale e successione apostolica
La genealogia episcopale è:
- Cardinale Scipione Rebiba
- Cardinale Giulio Antonio Santori
- Cardinale Girolamo Bernerio, O.P.
- Arcivescovo Galeazzo Sanvitale
- Cardinale Ludovico Ludovisi
- Cardinale Luigi Caetani
- Cardinale Ulderico Carpegna
- Cardinale Paluzzo Paluzzi Altieri degli Albertoni
- Papa Benedetto XIII
- Papa Benedetto XIV
- Papa Clemente XIII
- Cardinale Marcantonio Colonna
- Cardinale Giacinto Sigismondo Gerdil, B.
- Cardinale Giulio Maria della Somaglia
- Cardinale Carlo Odescalchi, S.I.
- Vescovo Eugène de Mazenod, O.M.I.
- Cardinale Joseph Hippolyte Guibert, O.M.I.
- Cardinale François-Marie-Benjamin Richard
- Arcivescovo Gustave Mutel, M.E.P.
- Vescovo Auguste Gaspais, M.E.P.
- Vescovo Charles Joseph Lemaire, M.E.P.

La successione apostolica è:
- Vescovo Gustave Raballand, M.E.P. (1956)